# رينيه جست هاوي
رينيه جست هاوي (بالفرنسية: René Just Haüy)‏ كان عالم فرنسي متخصص في علم البلورات وعلم المعادن ، وقد أطلق على رينيه جست هاوي بكونه «أبو علم البلورات الحديثة».

## روابط خارجية
- رينيه جست هاوي على موقع الموسوعة البريطانية (الإنجليزية)
- رينيه جست هاوي على موقع إن إن دي بي (الإنجليزية)